# NGC 5477
NGC 5477 est une galaxie spirale magellanique et naine qui est située dans la constellation de la Grande Ourse. Sa vitesse par rapport au fond diffus cosmologique est de 434 ± 8 km/s, ce qui correspond à une distance de Hubble de 6,40 ± 0,46 Mpc (∼20,9 millions d'al). NGC 5477 a été découverte par l'astronome germano-britannique William Herschel en 1789.
La classe de luminosité de NGC 5477 est V et elle présente une large raie HI.
En raison d'une brillance de surface égale à 14,80 mag/am2, on peut qualifier NGC 5477 de galaxie à faible brillance de surface (LSB en anglais pour low surface brightness). Les galaxies LSB sont des galaxies diffuses (D) avec une brillance de surface inférieure de moins d'une magnitude à celle du ciel nocturne ambiant.

## Distance de NGC 5477
La vitesse radiale de (315 km/s) de NGC 5477, ainsi que celles des cinq autres galaxies du groupe de NGC 5457 (le groupe de M101 selon A. M. Garcia), sont trop faibles et on ne peut utiliser la loi de Hubble-Lemaître pour calculer leur distance à partir du décalage vers le rouge. Cependant, 11 mesures non basées sur le décalage vers le rouge (redshift) ont été réalisées à ce jour pour cette galaxie et la moyenne de celles-ci donnent une distance de 6,336 ± 2,172 Mpc (∼20,7 millions d'al).

## Groupe de NGC 5457 et de M101

NGC 4477 par le télescope spatial Hubble. NGC 5477 est l'une des galaxies naines du groupe de M101.

Selon A.M. Garcia, la galaxie NGC 5477 fait partie d'un groupe de galaxies qui compte au moins six membres, le groupe de NGC 5457 qui est en fait la galaxie M101. Les autres membres du groupe M101 de Garcia sont NGC 5204, NGC 5457, NGC 5474, NGC 5585 et UGC 8837.
D'autre part, dans un article publié en 1998, Abraham Mahtessian indique que NGC 5477 fait aussi partie du groupe de M101, mais la liste de Mahtessian est beaucoup plus vaste, car elle renferme 80 membres. Plusieurs galaxies de la liste de Mahtessian se retrouvent également dans d'autres groupes décrit par A.M. Garcia, soit le groupe de NGC 3631, le groupe de NGC 4051, le groupe de M109 (NGC 3992), le groupe de NGC 4051, le groupe de M106 (NGC 4258) et le groupe de NGC 5457.
Plusieurs galaxies de ces six groupes de Garcia ne figurent pas dans la liste du groupe de M101 de Mahtessian. Il y a plus de 120 galaxies différentes dans les listes des deux auteurs. Puisque la frontière entre un amas galactique et un groupe de galaxie n'est pas clairement définie (on parle de 100 galaxies et moins pour un groupe), on pourrait qualifier le groupe de M101 d'amas galactique contenant plusieurs groupes de galaxies.
Les groupes de M101 font partie de l'amas de la Grande Ourse, l'un des amas galactiques du superamas de la Vierge.